# 漆部道麻呂
漆部 道麻呂 （ぬりべ の みちまろ、生没年不詳）は、飛鳥時代の貴族。姓は造。官位は従五位下・遠江守。

## 経歴
文武天皇4年（700年）巡察使の奏上に基づいて、諸国の国司らが治績に応じて位階を進められ、あるいは封戸を与えられたが、この時に遠江守であった道麻呂は封戸20戸を（この時の冠位は勤広壱（正六位上に相当））、因幡守であった船秦勝は封戸30戸を与えられている。
大宝4年（704年）従五位下に叙爵された。
なお、淳仁朝の天平宝字8年（764年）藤原仲麻呂の乱後に行われた叙位にて外従五位下に昇叙された官人に漆部宿禰道麻呂がいるが、位階・年代から見て明らかに別人である。

## 官歴
『続日本紀』による。
- 時期不詳：遠江守。勤広壱
- 文武天皇4年（700年） 8月22日：賜封戸20戸
- 時期不詳：正六位上
- 大宝4年（704年） 正月7日：従五位下